# W. Christopher Wozencraft
Wallace Christopher Wozencraft (* 25. Mai 1953, nach anderen Angaben 1954 in Tulsa, Oklahoma; † 6. Januar 2007 bei Manistique, Michigan), häufig auch nur als W. Christopher Wozencraft oder W. Chris Wozencraft bekannt, war ein US-amerikanischer Mammaloge. Seine Forschungsschwerpunkte waren Kleinraubtiere und Pandabären.

## Leben
Wallace Christopher Wozencraft war der Sohn von Wallace und Frances Wozencraft, geborene Preston. Nach dem Abschluss der Edison High School erlangte Wozencraft den Bachelor of Arts an der Oklahoma State University und den Master of Science an der University of Wisconsin–Madison im Jahr 1978. In den 1970er Jahren war er Mitarbeiter der Abteilung für Wildökologie der University of Wisconsin. 1984 wurde er mit der Dissertation A phylogenetic reappraisal of the Viverridae and its relationship to other Carnivora zum Ph.D. an der University of Kansas promoviert. Anschließend wurde er Wissenschaftlicher Mitarbeiter an der Smithsonian Institution. 1986 wurde die Archivkommission der Smithsonian Institution gegründet und Wozencraft zu deren Archivar berufen. In den 1990er Jahren wechselte er als Professor für Biologie an das Lewis-Clark State College in Idaho. 1995 heiratete er Jiong „Julie“ Zhang. Von 1998 bis Dezember 2006 war Wozencraft außerordentlicher Professor für Biologie und Vorsitzender der Abteilung für Naturwissenschaften am Bethel College, einer privaten christlichen Hochschule in Mishawaka, Indiana. Im Dezember 2006 wurde er Vorsitzender der Small Carnivore Specialist Group der IUCN.
Wozencraft unternahm Forschungsreisen nach China, Afrika und Madagaskar. Neben zahlreichen wissenschaftlichen Artikeln schrieb er im Jahr 2005 das Kapitel über die Raubtiere im Standardwerk Mammal Species of the World. 2008 wurde ein Beitrag über die Raubtiere Chinas posthum im Werk A Guide to the Mammals of China von Andrew T. Smith veröffentlicht.

## Tod
Wozencraft lebte zuletzt in Osceola, Indiana. Am 5. Januar 2007 wurde er von seiner Schwägerin als vermisst gemeldet. Am 6. Januar 2007 wurde seine Leiche in seinem Kraftfahrzeug auf der Oberen Halbinsel Michigans ungefähr 20 Meilen von Manistique entfernt in einer abgelegenen Gegend des Schoolcraft County entdeckt. Die Polizei ging von Suizid aus.